# Naguib el-Rihani

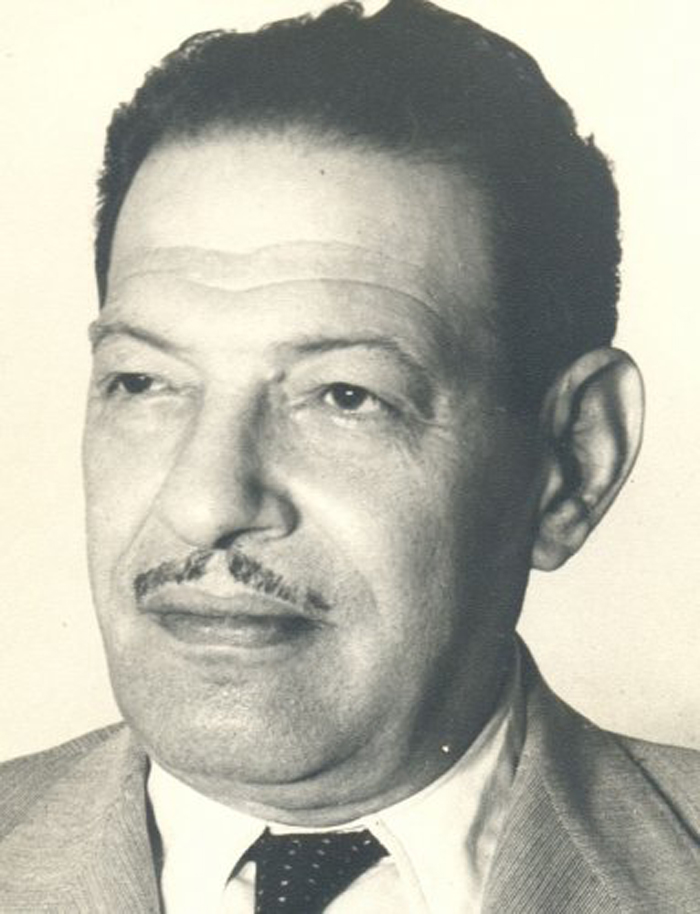
Naguib el-Rihani

Naguib el-Rihani (en Árabe: نجيب الريحاني; enero 21 de 1889 - junio 8 de 1949) fue un actor egipcio.
Se casó con Badia Masabni,  actriz, cantante y bailarina, pero tras un turbulento matrimonio se separaron antes de su muerte. Naguib murió a los 60 años de Tifus, durante el rodaje de su última película, "Ghazal Al Banat".
Naguib Al Rihani es considerado "El padre de la Comedia" en Egipto, donde fue admirado y reconocido por su estilo de actuación.

## Lista de juegos
- Taaleeli Ya Bata (تعاليلي يابطةوانا مالي ايه)
- El Rial 1917.
- Kesh Kesh Bey París de coste. (Kesh Kesh Bey En París)
- Hamar Nosotros Halawa.
- Ala Keifak (Cuando te Gusta)
- El Ashra El Tayeba 1920, música por Sayed Darwish.
- Ayam El Ezz (Tiempo de Prosperidad).
- Lawe Kont Malik (Si Era Un Rey ).
- Mamlaket El Hob. (Reino de Amor)
- El Guineh El Masry (Libra egipcia) 1931, adaptado de Topaze por Marcel Pagnol
- El Donia Lama Tedhak (Cuándo Sonrisas de Suerte) 1934.
- Hokm Karakosh (Regla de Karakosh) 1936.
- Kismiti (Mi Suerte) 1936.
- Lawe Kont Heleiwa (Si Era Guapo) 1938.
- El Dalouah (La Chica Mimada) 1939.
- 30 Yom Coste El Segn (30 Días En Prisión)
- El Setat Ma Yearfoush Yekdebo (Mujeres Nunca Mentira)
- Ela Khamsa إلا خمسة (Minus Cinco) 1943.
- Hassan, Morcos & Cohen 1945.

## Filmografía
- Saheb Al Saada KeshKesh Beh 1931.
- Yacout 1934, adaptado de "El Guineh El Masry".
- Besalamtoh Ayez Yetgawwez 1936.
- Salamah Fe Kheer 1937.
- Abou Halmoos 1941.
- Leabet Al Puso 1941.
- Si Omar 1941, adaptado de "Lawe Kont Heleiwa".
- Ahmar Shafayef
- Ghazal Al Banat 1949.